# Masturus lanceolatus
Masturus lanceolatus  o bot és una espècie de peix de la família dels mòlids i de l'ordre dels tetraodontiformes.

## Morfologia
- Els mascles poden assolir 337 cm de longitud total[2] i 2.000 kg de pes.[3]

## Hàbitat
És un peix marí i d'aigües profundes que viu fins als 670 m de fondària.

## Distribució geogràfica
Es troba a les aigües tropicals i subtropicals de tots els oceans. A l'Atlàntic occidental és present des de Carolina del Nord (Estats Units) fins al sud-est del Brasil.

## Observacions
És inofensiu per als humans.